# Russell Means

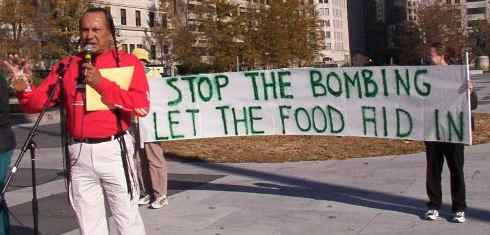
Russell Means în 2001

Russell Charles Means (n. 10 noiembrie 1939 - d. 22 octombrie 2012) a fost un activist american pentru drepturile amerindienilor, politician și actor american. El a devenit un proeminent lider al Mișcării Amerindiene când a intrat în 1968. Russell Means a fost activ în probleme internaționale ale popoarelor indigene, inclusiv cu grupuri din America Centrală și de Sud, precum și cu Organizația Națiunilor Unite pentru recunoașterea drepturilor lor. A fost și unul dintre inițiatorii planului de constituire a Republicii Lakota.
În cariera sa de actorie, acesta a devenit faimos pe plan internațional odată cu rolul său din filmul Ultimul mohican și a lansat propriul său CD de muzică. Russell Means a murit pe data de 22 octombrie 2012, în urma unui cancer esofagian, tocmai înaintea celei de-a 73-a aniversare de naștere a sa.
1. 1 2  Russell Means, SNAC, accesat în 9 octombrie 2017
2. 1 2  Autoritatea BnF, accesat în 10 octombrie 2015
3. ↑  Russell Means, Find a Grave, accesat în 9 octombrie 2017
4. ↑  Russell Charles Means, Means, Russell Charles (10 November 1939–22 October 2012)[*]
5. ↑  Russell Means, Discogs, accesat în 9 octombrie 2017
6. ↑  Russell Means, Indian activist, actor, dies at 72 (în engleză), USA Today, accesat în 16 ianuarie 2013
7. ↑  CONOR.SI[*] Verificați valoarea |titlelink= (ajutor)
8. ↑  Autoritatea BnF, accesat în 10 octombrie 2015